# الی مک‌فرسن
الی مک‌فرسن (به انگلیسی: Elle Macpherson) (زاده ۲۹ مارس ۱۹۶۴) بازیگر استرالیایی است. از فیلم‌های او می‌توان به بتمن و رابین و اگر لوسی سقوط می‌کرد اشاره کرد.

## فیلم‌شناسی

### سینما
- آلیس (۱۹۹۰)
- آژیرها (۱۹۹۴)
- اگر لوسی سقوط می‌کرد (۱۹۹۶)
- جین ایر (۱۹۹۶)
- آینه دو چهره دارد (۱۹۹۶)
- بتمن و رابین (۱۹۹۷)
- لبه تیغ (۱۹۹۷)
- کنزینگتون جنوبی (۲۰۰۱)

### تلویزیون
- پخش زنده شنبه شب (۱۹۹۶)
- دوستان (۱۹۹۶-۲۰۰۰)
- مدل برتر بعدی آمریکا (۲۰۰۸)